# Hararghe
La province de Hararghe (ሐረርጌ härärge, Somali: Xararge) a été une des provinces de l'Éthiopie jusqu'en 1995. Sa capitale était Harar. Depuis 1995, la province est divisée principalement entre la région Oromia et la région Somali.

## Histoire
Le Hararghe entre dans l'Empire éthiopien à la fin du XIXe siècle sous Menelik II.
Les limites avec le Wello et le Choa évolueront par la suite mais la limite sud-ouest avec le Balé semble déjà en place au début des années 1930 : le Hararghe est bordé au sud-ouest par le Chébéli tandis que le Balé s'étend du Chébéli à la rivière Ganale Dorya.
De 1936 à 1941, l'occupation italienne remodèle entièrement l'organisation territoriale : le gouvernorat italien de Harar s'étend au nord du Balé tandis que le sud-est de l'Éthiopie est intégré à la Somalie.
Le Hararghe fait partie des 12 provinces  de l'Éthiopie créées  par Haïlé Sélassié en 1942. Son territoire intègre à l'époque le Balé[réf. souhaitée]. La province de Balé est à nouveau dissociée de celle de Hararghe en 1960[réf. souhaitée].
En 1961, l'Ogaden devient une province distincte avec Kebri Dahar pour capitale. Cette province est délimitée par le 9e parallèle au nord — Djidjiga, notamment, n'en fait pas partie —, par la riviere Erer et par le Chébéli à l'ouest, et par les frontières internationales. Elle se compose des awrajas Kebri Dahar, Degeh Bur, Warder, Kelafo et Géladi,. Des accrochages précurseurs de la guerre à venir commencent dès 1963 en Ogaden. La guerre de l'Ogaden oppose l'Éthiopie et la Somalie en 1977-1978.
De 1987 à 1991, l'Ogaden recouvre le sud du Hararghe et le sud du Balé, réduisant le Balé à sa partie nord tandis que trois zones appelées Dire Dawa, Est Hararghe et Ouest Hararghe, se partagent le nord du Hararghe.
Toutes les provinces sont abolies en 1995 par l'instauration de la constitution éthiopienne de 1994.
Au moment de sa dissolution, la province de Hararghe recouvre approximativement les actuelles régions et zones suivantes :
- la région Harar ;
- les zones Mirab Hararghe et Misraq Hararghe de la région Oromia ;
- une partie de la zone 3 - Gabi Rasu de la région Afar ;
- la ville fédérale Dire Dawa ;
- les zones Sitti, Fafan, Jarar, Erer, Nogob, Dollo, Korahe et Shabelle de la région Somali.

## Awrajas
La province de Hararghe était divisée en 13 awrajas.
| Awraja                         | Capitale administrative | Répartition dans les zones actuelles                        |
| ------------------------------ | ----------------------- | ----------------------------------------------------------- |
| Chercher, Adal et Gara Guracha | Asebe Teferi            | - Zone 3 (Afar) - Sitti (Somali) - Mirab Hararghe (Oromia)  |
| Degeh Bur                      | Degehabur               | - Nogob (Somali) - Jarar (Somali)                           |
| Dire Dawa, Isa et Gurgura      | Dire Dawa               | - Sitti (Somali) - Dire Dawa                                |
| Gara Muleta                    | Girawa                  | - Misraq Hararghe (Oromia)                                  |
| Gode                           | Gode                    | - Shabelle (Somali)                                         |
| Gursum                         | Fugnan Bira             | - Misraq Hararghe (Oromia) - Fafan (Somali) - Erer (Somali) |
| Habro                          | Gelemso                 | - Mirab Hararghe (Oromia)                                   |
| Harer Zuriya                   | Harar                   | - région Harar - Misraq Hararghe (Oromia)                   |
| Jijiga                         | Jijiga                  | - Fafan (Somali) - Misraq Hararghe (Oromia)                 |
| Kebri Dehar                    | Kebri Dehar             | - Korahe (Somali)                                           |
| Kelafo                         | Kelafo                  | - Shabelle (Somali)                                         |
| Webera                         | Deder                   | - Mirab Hararghe (Oromia) - Misraq Hararghe (Oromia)        |
| Welwel et Warder               | Werder                  | - Dollo (Somali)                                            |